# Maya Herrera
Maya Herrera is een personage uit de televisieserie Heroes. Ze wordt gespeeld door Dania Ramirez en kwam voor het eerst voor in Four Months Later.
Toen ze voor het eerst voorkwam in de serie was ze te zien samen met haar broer Alejandro. Maya had iedereen op de bruiloft van haar broer vermoord. Ze wist toen nog niet dat ze een gave had. Als ze een sterke emotie voelt, bijvoorbeeld angst of vreugde, komt er een soort van "gif" vrij waardoor iedereen in haar omgeving een zwarte vloeistof uitscheidt uit de ogen. Haar broer had een gave waarmee hij haar kon kalmeren en het effect omdraaien.

## Seizoen 2
Maya wil haar "gave" niet hebben en zoekt naar een oplossing en vindt het boek Activating Evolution, dat geschreven is door Chandra Suresh, de vader van Mohinder. Ze gaat hierdoor vervoer proberen te regelen naar Amerika. Zij en haar broer vinden een groep mannen die hen mee kunnen nemen. Uiteindelijk bedriegen zij haar en gooien haar broer uit de vrachtwagen. Wanneer ze stoppen komt ze hierachter en raakt de controle over haar emoties kwijt en iedereen sterft. Haar broer komt er uiteindelijk bij en ziet al de lichamen en Maya die huilend op de grond zit.
Als ze verder op zoek gaan naar Dr. Suresh, zoals zij hem noemt, komen ze Sylar tegen. Hij was ontvoerd door The Company en probeert ook terug te gaan naar Amerika. Wanneer hij erachter komt dat ze op zoek is naar Dr. Suresh, zegt Sylar dat hij hem kent. In werkelijkheid is Sylar op zoek naar hem om een lijst met Heroes te bemachtigen om hun krachten te kunnen ontnemen.
Sylar en Maya beginnen elkaar leuk te vinden, maar Alejandro moet er niets van hebben. Uiteindelijk vermoordt Sylar hem in een hotelkamer. Maya komt hierachter en wil vluchten, maar dat lukt niet.
Uiteindelijk komt Maya aan bij Mohinder Suresh. Die kan echter niet al haar vragen beantwoorden. Hij weet niet genoeg om haar krachten weg te nemen en zegt dat hij haar niet kan helpen.

## Seizoen 3
In seizoen 3 krijgen Maya en Mohinder een relatie. Maya is nog steeds op zoek naar een "middel" om haar krachten weg te nemen. Mohinder heeft echter nog steeds geen oplossing. Maya verliest hierdoor de controle over haar emoties vermoordt Mohinder bijna. Hierdoor komt Mohinder er echter wel achter dat de gaven hun oorsprong hebben in Adrenaline, het Fight or Flight (tevens de naam van een aflevering) hormoon en niet in het bloed zoals zijn vader, Chandra Suresh, dacht.
Door het vinden van de oorsprong van de gaven komt hij met een "serum" waarmee iedereen gaven kan krijgen, afhankelijk van de DNA structuur van de persoon in kwestie. Maya wilde dat hij dit vernietigde, maar na wat getwijfel spuit hij zichzelf ermee in. Op het eerste gezicht leek het goed te werken. Mohinder kreeg verschillende soorten gaven. Hij komt echter na een tijd achter dat hij een uitslag krijgt op zijn rug. Die uitslag begon zich langzaamaan te verspreiden.
In de alternatieve toekomst verschuilt Mohinder zich onder een mantel, zodat mensen niet kunnen zien wat hij is geworden.
Maya brengt Mohinder vaak een bezoek in zijn laboratorium. Op een dag ontdekt ze een bloedspoor wanneer zij hem omhelst. Ze vertelde hem net op dat moment dat een van hun buren was vermist. Ze schrok en ging weg. Later die dag kwam ze naar het laboratorium en ontdekte daar een "web" waaraan de vermiste buur was vastgekleefd. Toen Mohinder terugkwam ontdekte hij dat er iemand was geweest. Maya was er nog steeds en werd bang, waardoor het "gif" zich verspreidde. Hij vond haar en bond haar ook in het "web".